# Бернув (Західнопоморське воєводство)
Бернув (пол. Biernów) — село в Польщі, у гміні Ромбіно Свідвинського повіту Західнопоморського воєводства.